# برج المقراني
برج المقراني  من أهم المعالم الاثرية والتّاريخيّة الموجودة بقلب مدينة  برج بوعريريج، فهو عبارة عن حامية وبرج مراقبة يعود للعهد العثماني

## تاريخ
تمّ تأسيسه سنة 1552م، من طرف “حسن باشا بن خير الدّين بربروس”، حاكم الجزائر خلال العهد العثمانيّ، والذي شيدّه على مستوى أعلى هضبة بالمنطقة، كمركز لمراقبة العدوّ.
اتّسم هذا المعلم في ذلك الوقت بتصميم معماريّ مميّز، من حجارة صفراء ضخمة، وجدران محصّنة ونوافذ ضخمة مفتوحة.
وسمّي لاحقا ببرج المقراني، نسبة إلى زعيم الثّورة الشّعبيّة “محمّد المقراني” سنة1871م، وهو أحد قادة الثّورات الشّعبية الجزائريّة ضدّ الاحتلال الفرنسيّ في القرن التّاسع عشر الميلادي، هذا الزّعيم الذي عُرف بشراسته في مواجهة الاستعمار الفرنسيّ.
تمّ الاستيلاء على هذا البرج أثناء الاستعمار الفرنسيّ، وأدخلت عليه عدة تعديلات غيّرت من ملامحه المعماريّة، وبعد استعادة السّيادة الوطنية، أسنده الجيش الوطنّي إلى المجلس الشّعبيّ لبلدية برج بوعريريج سنة 1993م، وتمّ ترميمه سنة 2008م، ووُضع تحت تصرّف الوكالة الوطنيّة للآثار لجعله متحفا يذكّر الأجيال بالمقاومة البطوليّة للمقرانيّ، وفي سنة 2016م أعيد فتحه كمتحف ومكتبة في نفس الوقت، بعد ترميمه وإعادة تأهيله، وأصبح هذا المَعلم التاريخيّ يستقطب السّيّاح والزّوار من كلّ مكان، وذلك لمكانته التّاريخيّة ومحتوياته الرّمزيّة، فهو يقف بشموخه شاهدا على عراقة تاريخ المدينة.

## معرض صور

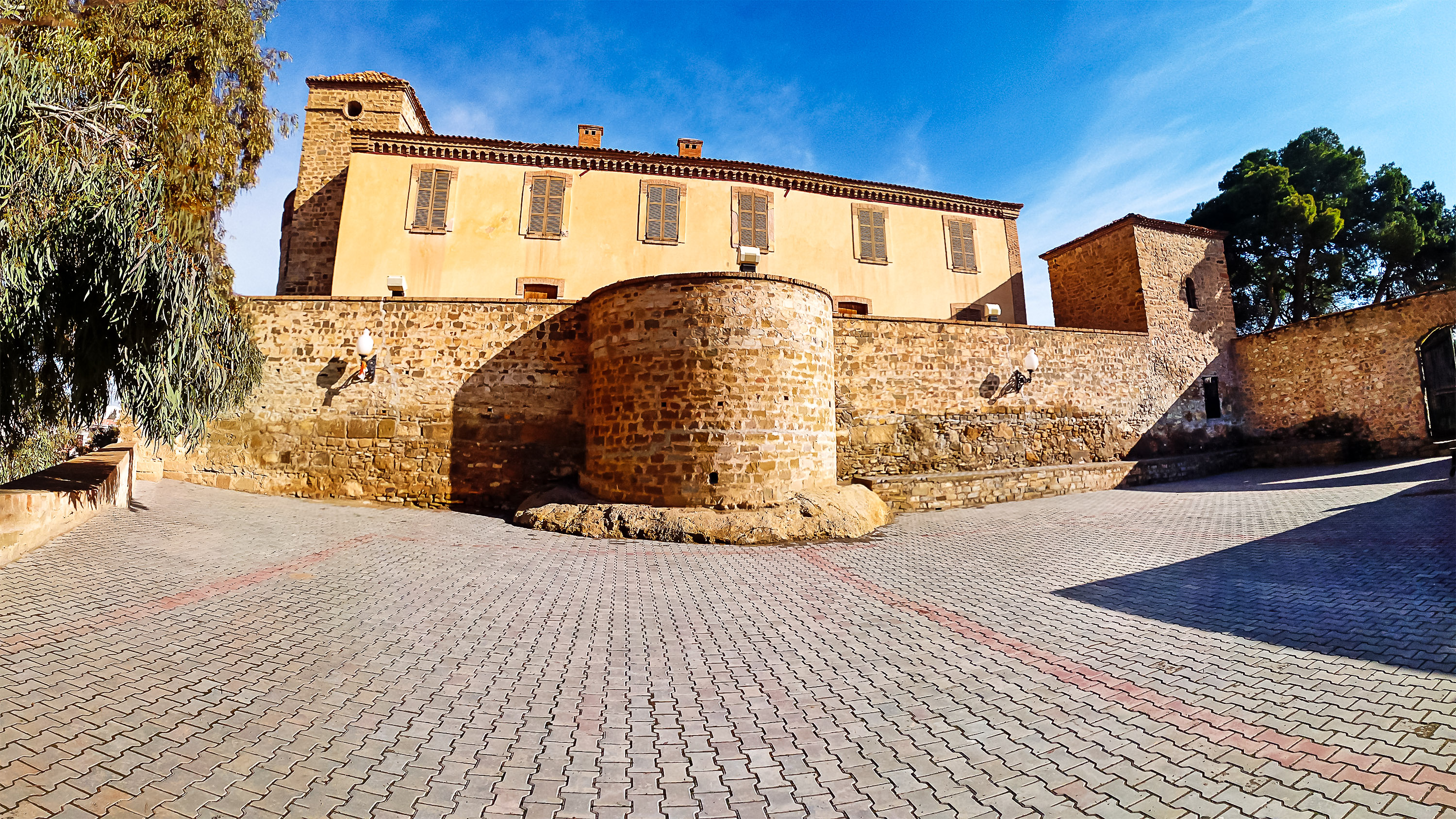
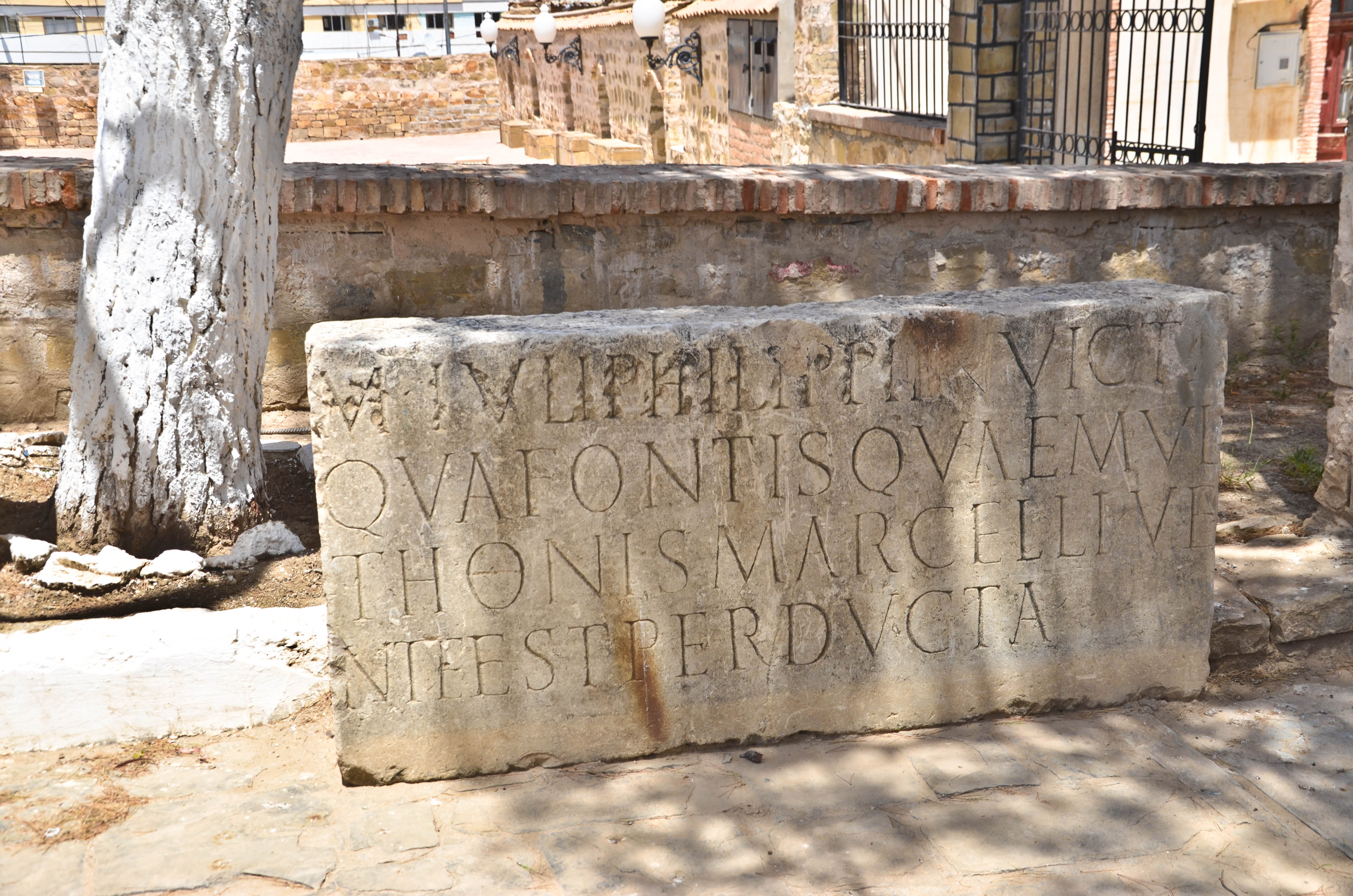
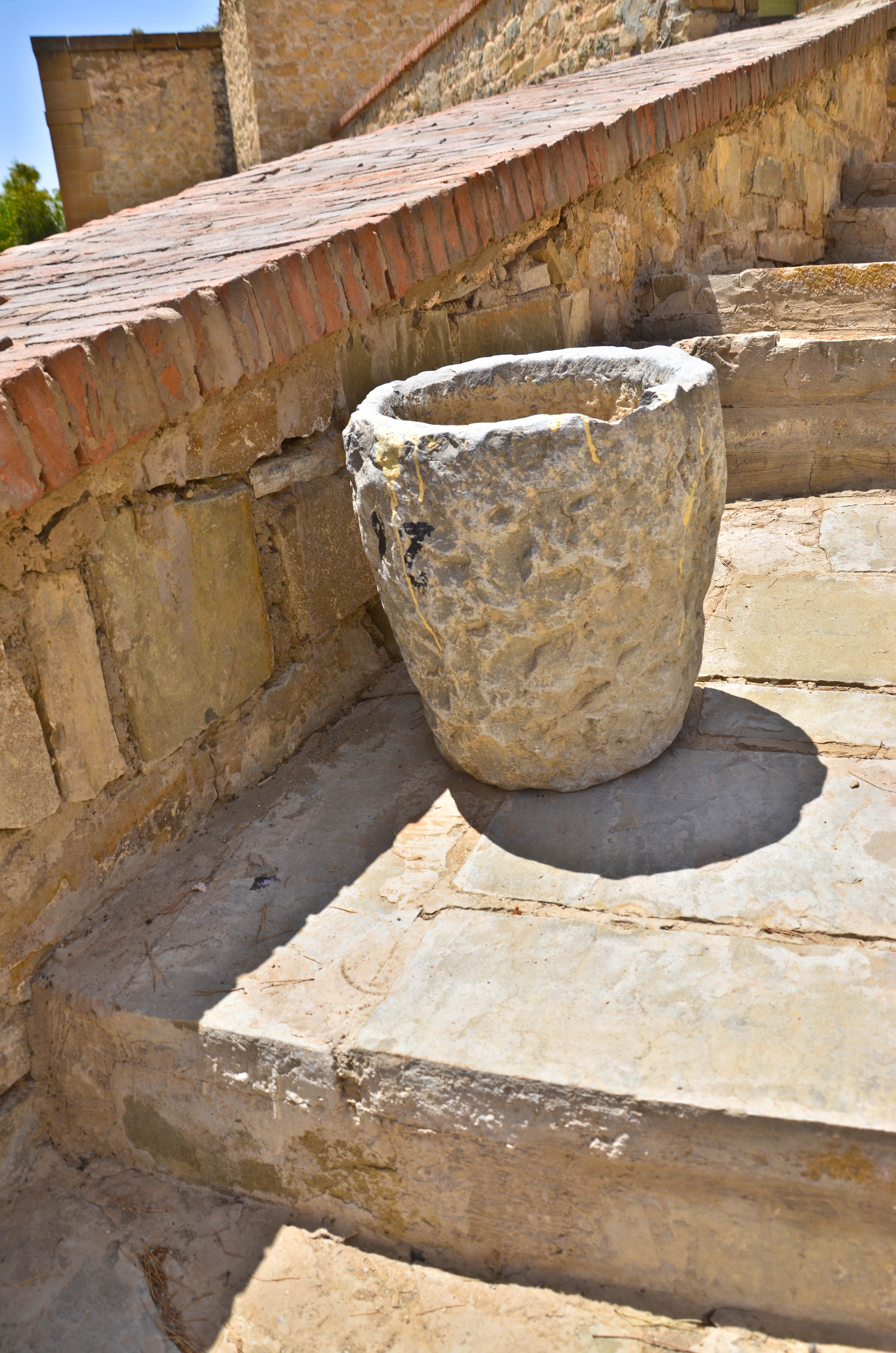
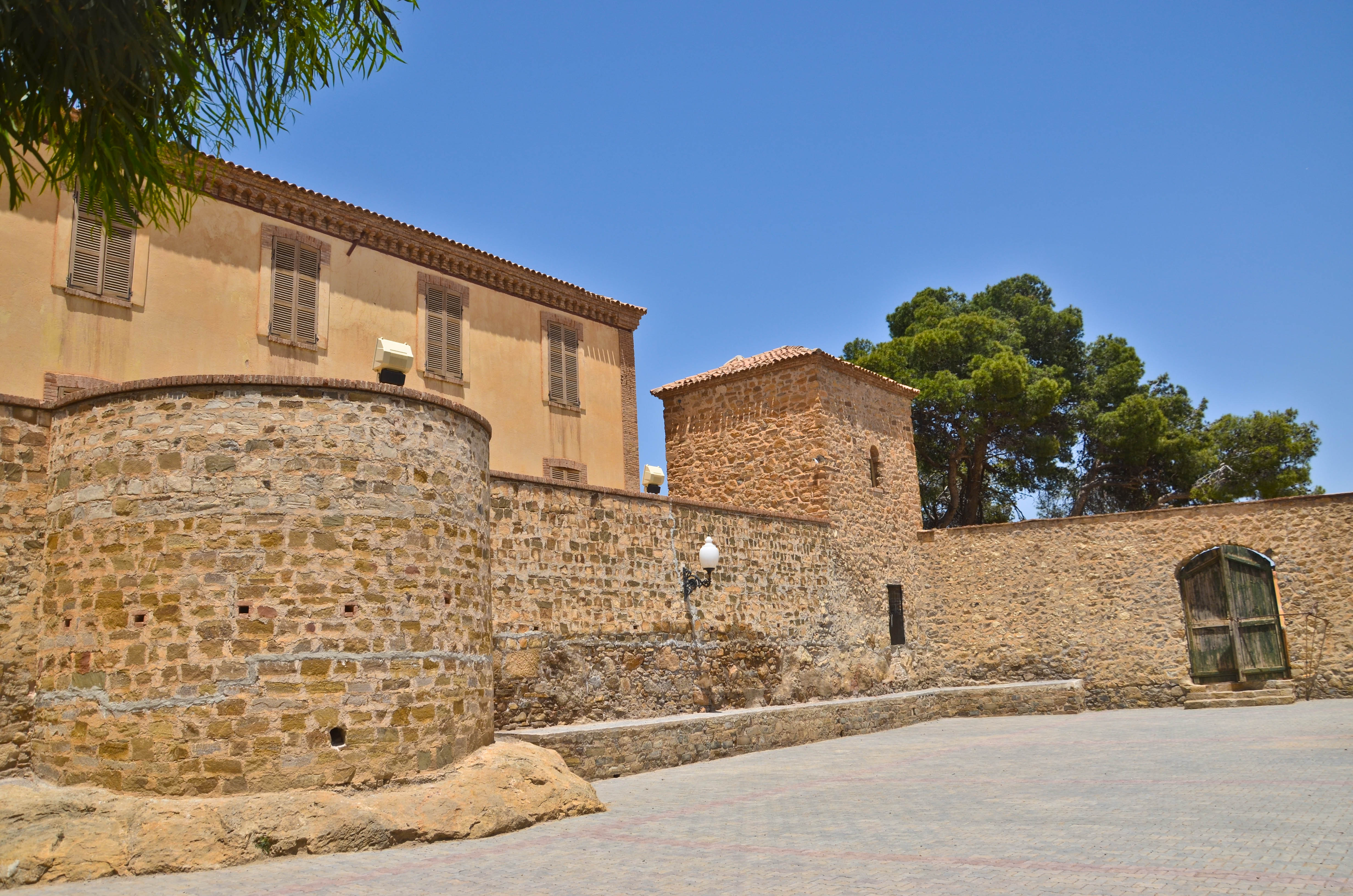
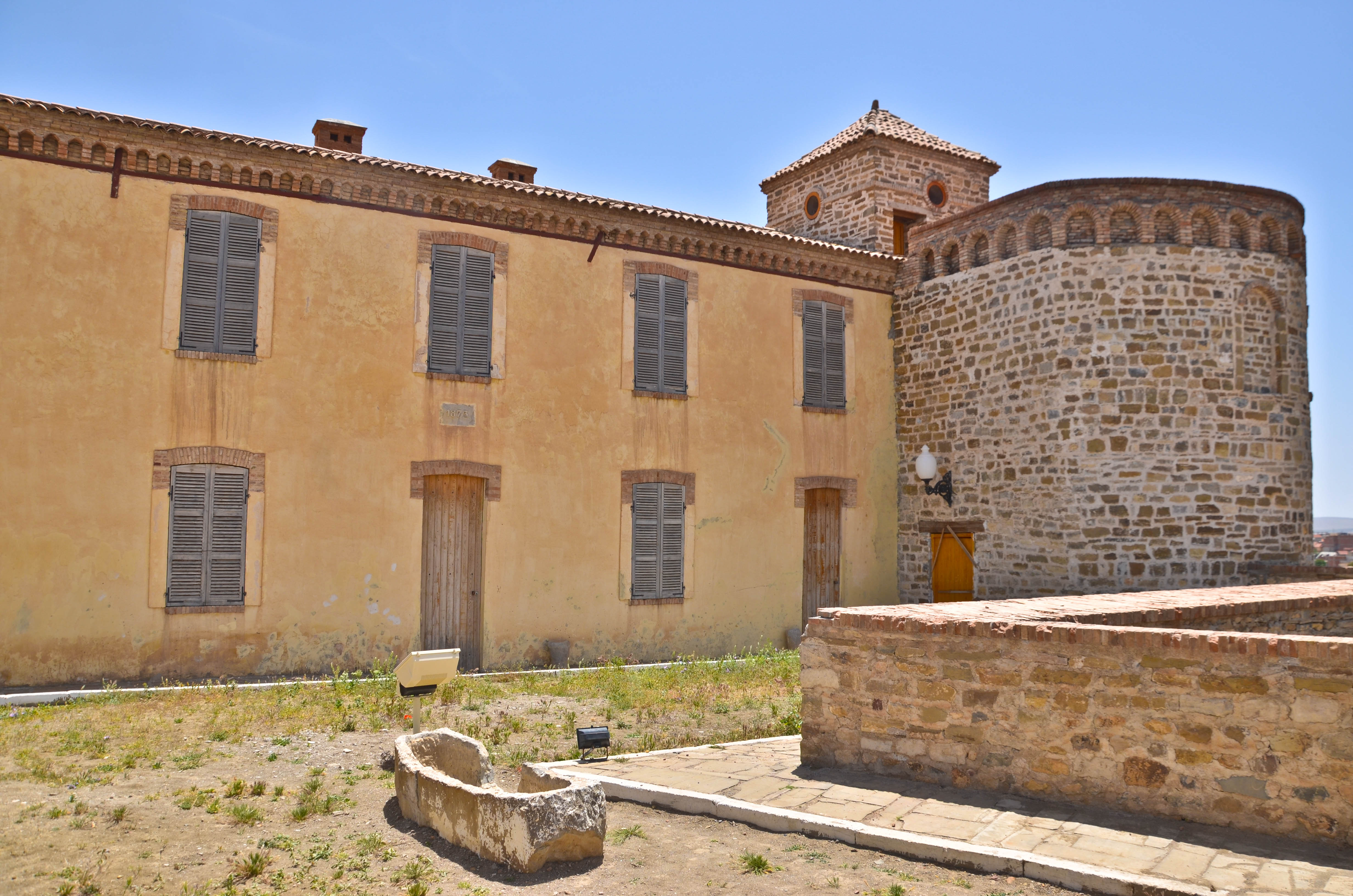
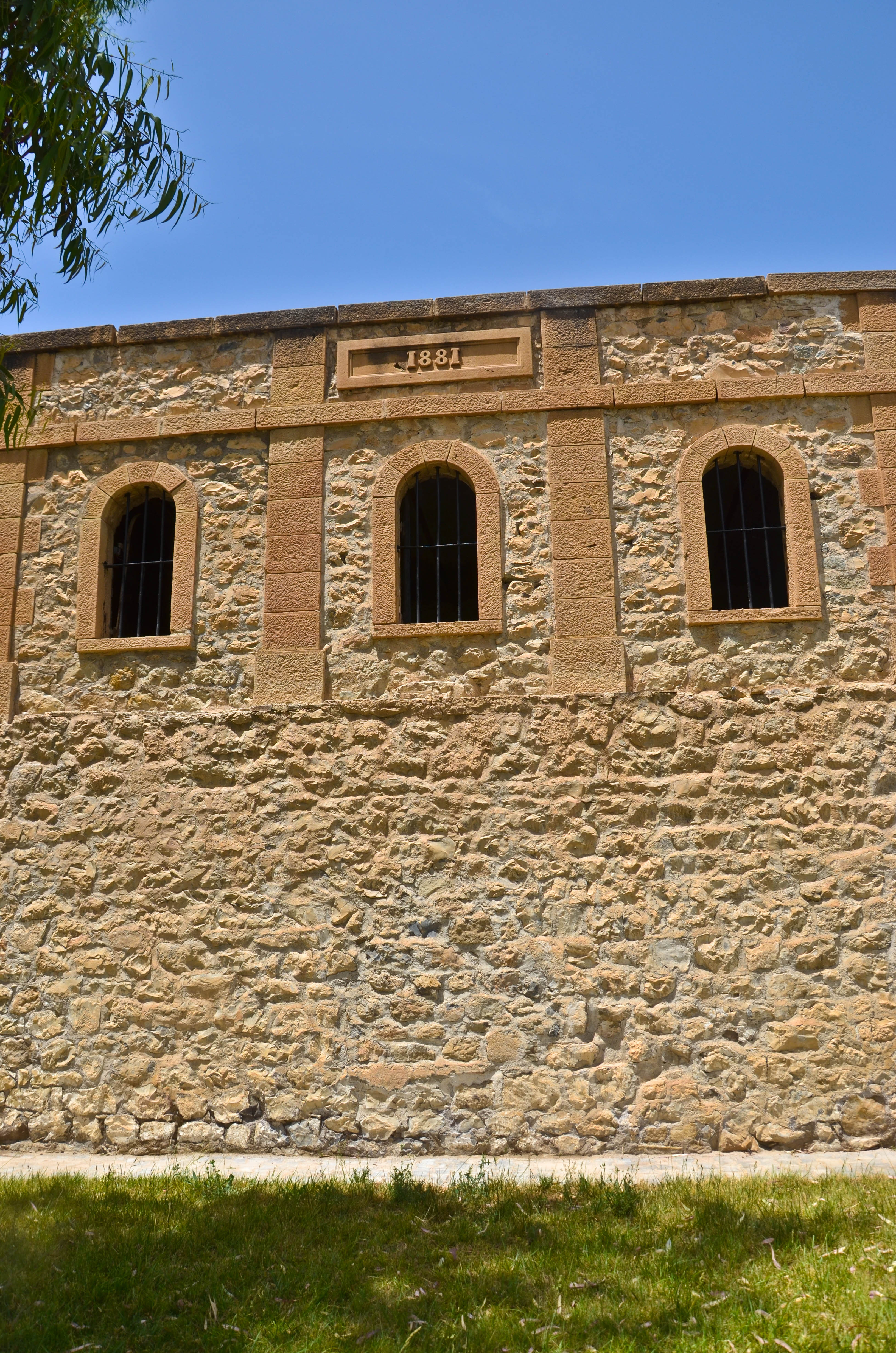
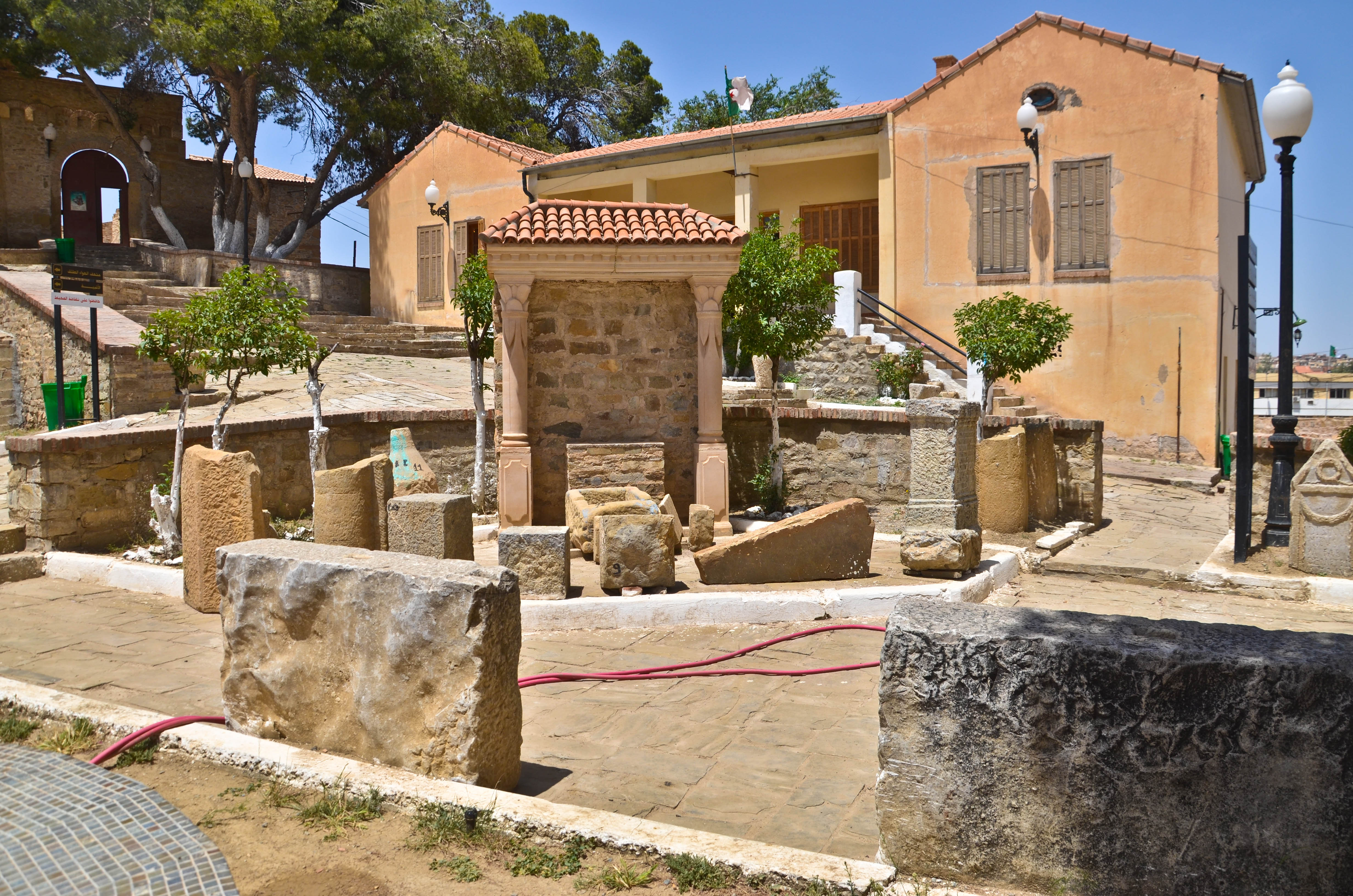
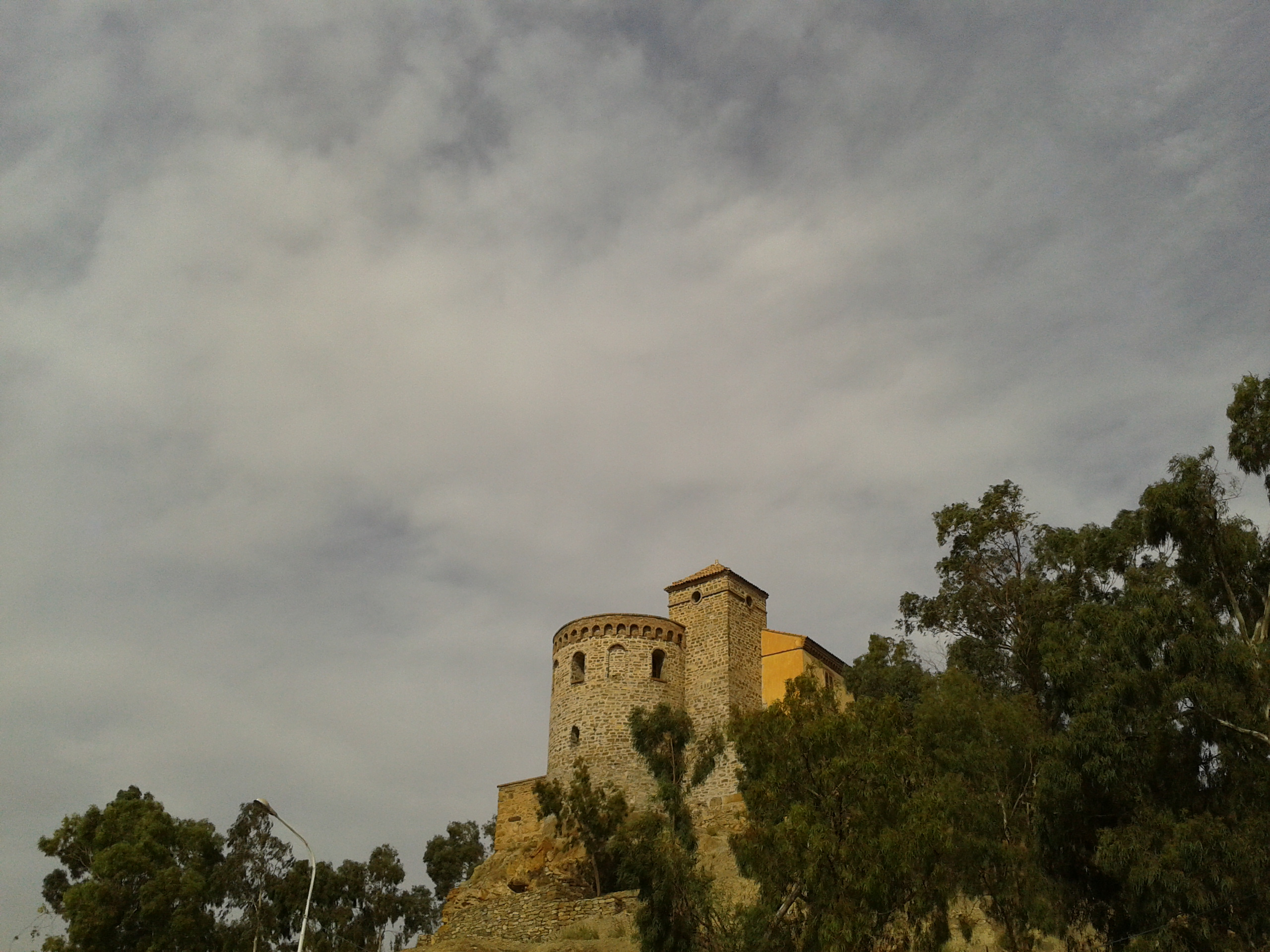
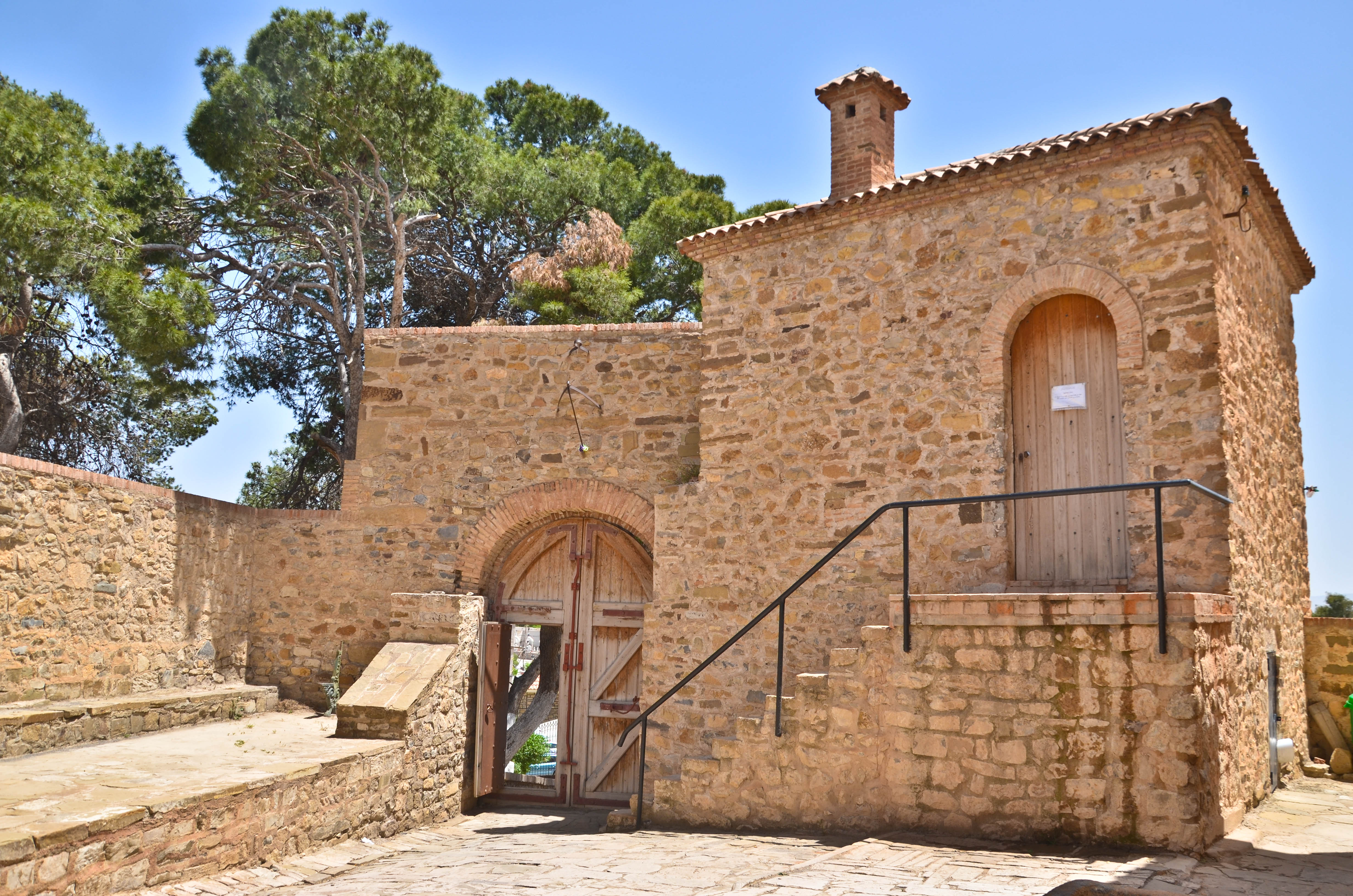

## وصلة خارجية
- برج المقراني … معلم تاريخيّ من العهد العثمانيّ
- برج المقراني… معلم تاريخي فريد لا بد من زيارته في برج بوعريريج